# Арістотелева логіка
Арістотель виводив логіку від грецького «логос» — слово, поняття, розмірковування, розум і визначав формальну логіку як науку про закони і форми правильного мислення. Головний принцип логіки з тих пір стверджує, що правильність розмірковування визначається тільки його логічною формою або структурою і не залежить від конкретного змісту суджень. Логічна форма — це спосіб зв'язку змістовних суджень. Найкраще ця думка ілюструється у такому прикладі — розгляньмо різні за своїм конкретним змістом судження: «Всі природні квіти — рослини» та «Всі річки впадають у море». Дані судження є силогізмами.
Неважко побачити, що судження ці різні за змістом, але одне (перше) істинне, а друге — ні. Проте їх об'єднує те, що вони побудовані за логічною формою: «Всі S є (суть) P» (всі предмети даного роду мають певну ознаку). Судження можуть мати, наприклад, ще й таку логічну форму: «Якщо А, то Б» — «Якщо історія — наука, то вона має свої закони».
| 1 | Barbara | Barbari |         |         | Darii  |         |          | Ferio    | Celaront | Celarent |           |           |        |         |
| 2 |         |         |         |         |        |         |          | Festino  | Cesaro   | Cesare   | Camestres | Camestros | Baroco |         |
| 3 |         |         |         | Darapti | Datisi | Disamis | Felapton | Ferison  |          |          |           |           |        | Bocardo |
| 4 |         |         | Bamalip |         |        | Dimatis | Fesapo   | Fresison |          |          | Calemes   | Calemos   |        |         |

Арістотель дослідив попередньо відомі  знання про логіку, та створив свою власну логічну систему — науку про форми і закони правильного мислення, способи дедуктивного пошуку знань та дослідження суджень на істинність.
Особливості логіки Аристотеля:
1. Логіка становить окрему частину філософської системи знань Аристотеля.
2. Зв'язок логічного вчення про вірність міркувань нерозривний із вченням про істинність міркувань.
3. Формування законів логіки теоретичне та  має онтологічну та логічну визначеність.
4. Арістотель розвинув вчення про поняття у зв'язку з проблемою загального. Він виокремив поняття одиничного, загального і категорії.
5. Доказового значення за Арістотелем набуває категоричний силогізм.
6. Арістотель вперше застосував елементи формалізації, як особливий логічний метод для позначення термінів та суджень.
7. Логіка Арістотеля вміщує принципи  дедуктивної та індуктивної, формальної та неформальної модальної і багатозначної логіки.

В людині Арістотель виокремлює три душі — рослинну (ріст, споживання), тваринну (відчуття, бажання), розумну, що властива тільки людині. У вченнях Арістотеля домінує принцип загального. А людину він характеризує як істоту, що наділена розумом.
Логіку Арістотеля можна віднести до онтологічної, оскільки він наголошує на чотирьох причинах буття:
1. Сутність — є причиною, наслідком якої є річ, саме така, яка вона є
2. Матерія — матеріал, може щось виникати
3. Рух — те, що виконує дію
4. Мета — це те, задля чого все робиться.

Арістотель зробив чимале відкриття для всієї логіки — ввів змінні. Цим кроком він показав, що логіка — це не стале вчення про певні речі чи терміни, логіка — це наука про силогізми, що виражені в змінних. Та досліджуючи різні судження, формальна логіка не звертає уваги на їх конкретний зміст, виявляючи структуру, що загальна для предметів різних за змістом.
Відомі твори Арістотеля, що об'єднані під загальною назвою «Органон»:
1. Категорії (Categoriae)
2. Про тлумачення (De Interpretatione)
3. Перші аналітики (Analytica Priora)
4. Другі аналітики (Analytica Posteriora)
5. Топіка (Topica)
6. Про софічні спростування (De Sophisticis Elenchis)